# Gare de Futana
La gare de Futana (二名駅, Futana-eki) est une gare ferroviaire localisée dans la ville d'Uwajima, dans la préfecture d'Ehime au Japon. La gare est exploitée par la JR Shikoku, sur la ligne Yodo.

## Situation ferroviaire
Établie à 144 mètres d'altitude, la gare de Futana est située au point kilométrique (PK) 66.9 de la ligne Yodo.

## Histoire
- 18 octobre 1914 : Ouverture de la gare sous la gestion de la société des chemins de fer Uwajima. À cette époque, la gare s'appelait "Nakano" (中野駅, Nakano-eki?).
- 1er août 1933 : La gare est repris par la Japanese National Railways, elle prend son nom actuel, gare de Futana.
- 1er avril 1987 : La Japanese National Railways est découpée en plusieurs sociétés, la JR Shikoku reprend l'organisation de cette gare.

## Service des voyageurs

### Ligne ferroviaire
- JR Shikoku :
  - Ligne Yodo G43

### Quai
- Cette gare dispose d'un quai et d'une voie.

| N° de voie | Ligne  | Direction    |
| ---------- | ------ | ------------ |
| 1          | ▆ Yodo | Wakai        |
| 1          | ▆ Yodo | Kita-Uwajima |